# Pihom-Isumrud-Mugil jezici
Pihom-Isumrud-Mugil jezici (privatni kod: pimu), naziv za nekadašnju skupinu jezika koje se danas vode kao dijelovi šire skupine croisilles. Obuhvaćala je (28) jezika unutar skupine adelbert range. Predstavnici su bili:
a. Isumrud (5) Papua Nova Gvineja: 
a1. Dimir (1): dimir.
a2. Kowan (2): korak, waskia.
a3. Mabuan (2): brem, malas.
b. Mugil (1) Papua Nova Gvineja: bargam,
c. Pihom (22) Papua Nova Gvineja:
c1. Amaimon (1): amaimon.
c2. Kaukombaran (4): maia, maiani, mala, miani.
c3. Kumilan (3): bepour, mauwake, moere.
c4. Numugenan (6): bilakura, parawen, ukuriguma, usan, yaben, yarawata.
c5. Omosan (2): kobol, pal.
c6. Omosan (5): kowaki, mawak, musar, pamosu, wanambre.
c7. Wasembo (1): wasembo.

## Vanjske poveznice
- Ethnologue (14th)